# Andrzej Dębowski (poeta)
Andrzej Dębowski (zm. 1577) – polski poeta renesansowy i tłumacz poezji. Przetłumaczył dwa fragmenty Metamorfoz Owidiusza: Thysbe z Piramusem (wyd. 1600) i Sąd o zbroję Achillową (1609).

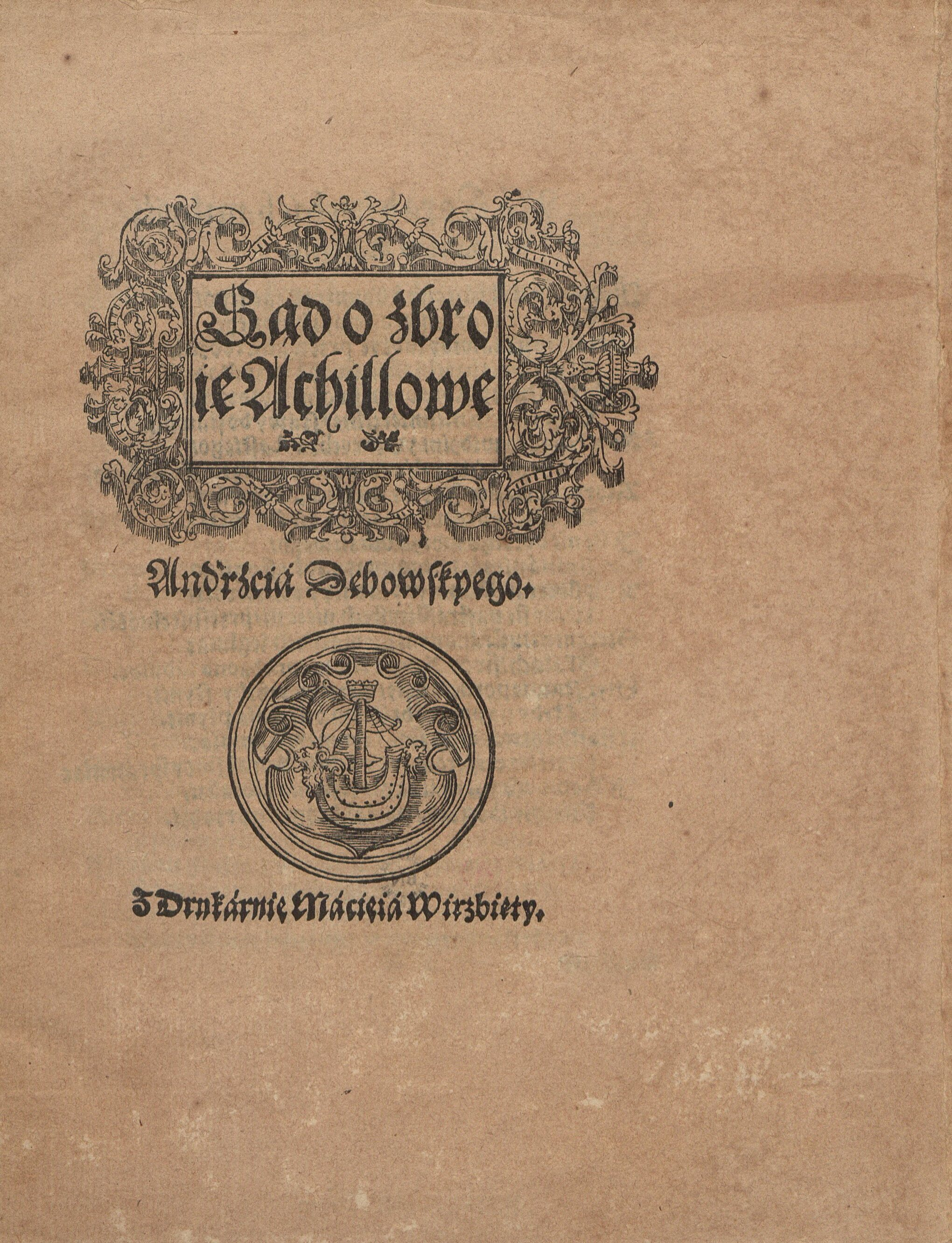
Sąd o zbroie Achillowe, wyd. 1883
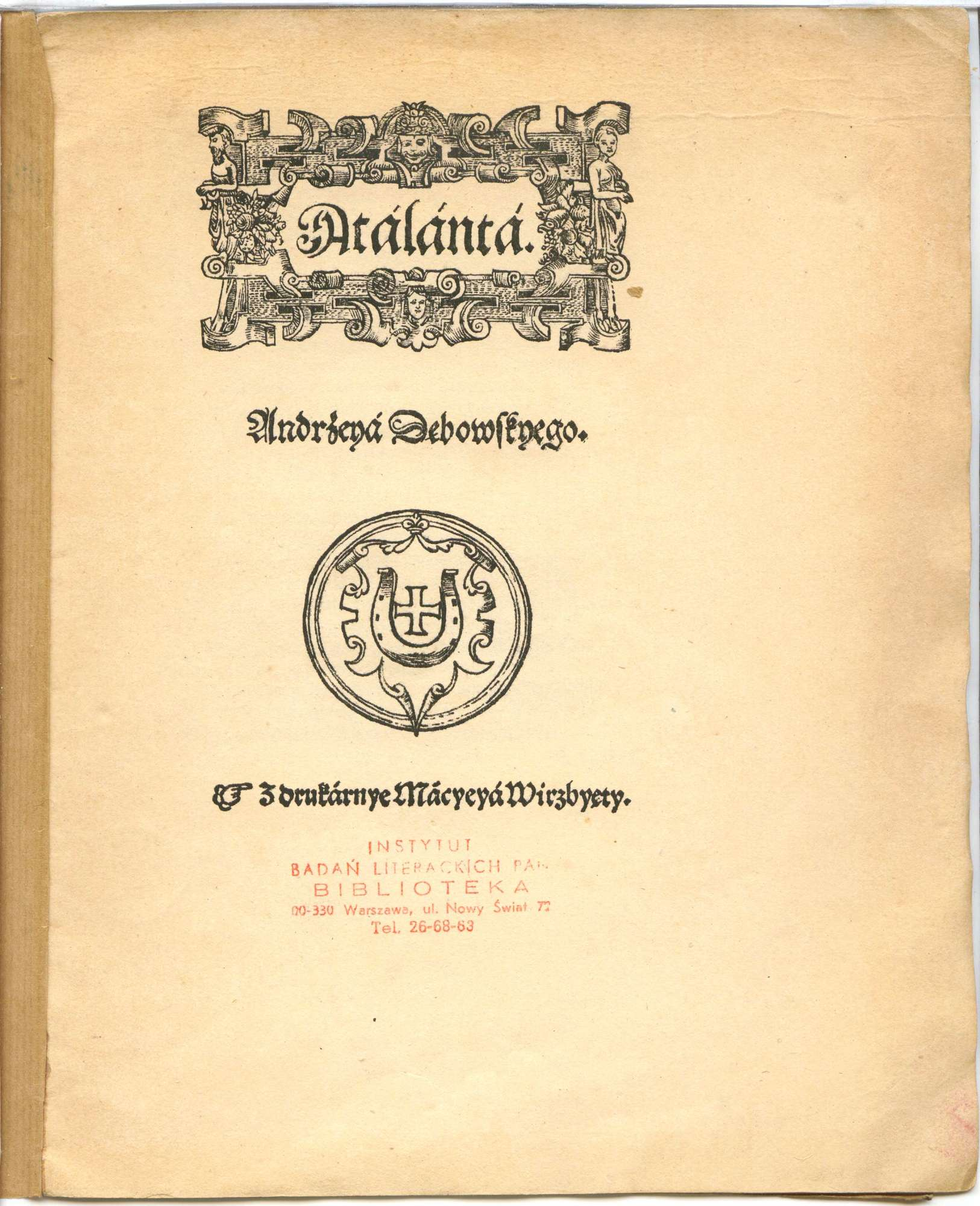
Atalanta, wyd. 1882